# Фернандо I од Леона
Фернандо I од Леона, звани Велики (шп. Fernando I de León, el Magno; 1016 — Леон 27. децембар 1065) био је гроф од Кастиље од 1029. и краљ Леона од 1037. све до смрти. Примио је помазање 22. јула 1038. Био је син Санча Гарсеса III од Памплоне, званог Старији, краља Памплоне, и Мунијадоне, сестре Гарсије Санчеза од Кастиље. Проглашен је за грофа од Кастиље 1029. године, иако је тек након очеве смрти, године 1035, у потпуности преузео власт.
Постао је краљ Леона венчањем са Санчом, сестром краља Бермуда III, против кога је подигао буну. Борећи се против Фернанда у бици код Тамарона (шп. batalla de Tamarón), Бермудо III је погинуо, не оставивши наследнике.
Првих шеснаест година владавине, Фернандо је провео решавајући унутрашње конфликте и реорганизујући своје краљевство. Гранични спорови са његовим братом Гарсијом III од Памплоне су 1054. прерасли у отворени рат. Леонске трупе су усмртиле владара Наваре у бици код Атапуерке.
Енергично је спровео реконкисту, освојивши португалске градове Ламега (шп. Lamego) (1057), Висеа (шп. Viseu o Viseo) (1058) и Коимбру (шп. Coímbra) (1064). Такође је потчинио више муслиманских краљевстава са подручја ел Андалуса, и натерао их да плаћају порез леонском краљевству.
По традицији се сматрало да је Фернандо први краљ Кастиље и оснивач кастиљанске монархије, и многи историчари и даље подржавају ту тезу. Међутим, део савремених историчара сматра да Фернандо није био краљ Кастиље и да се порекло овог краљевства доводи у везу са смрћу тог владара. Речима Гонсала Мартинез Дијеса: 
Можемо и морамо да потврдимо са апсолутном сигурношћу чињеницу да Фернандо никада није био краљ Кастиље. Кастиља, иако је била подређена краљу Фернанду I све до његове смрти 1065. године, никада није престала да буде грофовија, да би се претворила у краљевство.

## Живот и владавина

### Гроф од Кастиље
Будући Фернандо I од Леона, несумњиво се родио после 1015, и нема ниједног доказа да је био други наследник Санча III Старијег, како се раније сматрало. Већина аутентичних докумената из тог времена говоре да је он четврти син краља Памплоне, након Рамира I од Арагона, Гарсије Санчеза III од Нахере и Гонсала I од Рибагорсе. Када је 1029. наследио кастиљанску грофовију, није имао више од тринаест година. Након што је гроф Санчо од Кастиље преминуо 1017, наследио га је Гарсија Санчез, дечак од седам година, чиме је започет турбулентан период за кастиљанску грофовију. Алфонсо V од Леона је повратио земље које се налазе између Сее (шп. Cea) и Писуерге (шп. Pisuerga), које је Санчо раније био освојио, тако да се Санчо Старији умешао да би заштитио свог младог зета, користећи то да би освојио неколико граничних градова.
Када је Гарсија Санчез од Кастиље, 1027, постао пунолетан, желео је да учврсти везе венчањем са Санчом, сестром младог краља Леона, Бермуда III. Међутим, 1028. убили су га синови грофа од Веле, избегли из Кастиље. Леонци су веровали да је у ово убиство умешан краљ Памплоне, а Кастиљанци су у томе видели леонску заверу. У сваком случају, Санчо Старији је профитирао од овог атентата: пошто покојни гроф Гарсија није имао деце, Санчо је затражио права од своје супруге Мунијадоне да завлада Кастиљом, и након што је 1029. именовао свог сина Фернанда за грофа од Кастиље, "његов ауторитет" је био "у потпуности прихваћен и легитиман".
Фернандо се 1032. венчао са Санчом, вереницом покојног ујака, која је за мираз добила земљу која се налазила између река Сее и Писуерге.
Бермудо III се 1037. венчао са Хименом Санчез, ћерком Санча Гарсеса III од Памплоне и краљице Мунијадоне од Кастиље, тако да су три краља постала род са две стране: Бермудо, Фернандо и Гарсија од Нахере. Бермудо је затражио те земље и то је довело до рата између три краља. Неки аутори сматрају да је управо у том тренутку гроф Фернандо заменио своју дотадашњу титулу за титулу краља Леона, иако нема писаних доказа о томе.

### Леонски трон
Сукоб између Бермуда, Фернанда и Гарсије од Нахере је кулминирао битком на Тамарону, дана 4. септембра 1037. године. Кастиљанске трупе су биле појачане војском краља Гарсије од Памплоне. Бермудо је поступио импулсивно, сходно својим годинама. Ударајући мамузама коња Палахија, он се увукао у непријатељске редове, где је погинуо од кастиљанског копља. Његови поданици су пребацили тело у Леон и сахранили су га поред његових родитеља, на гробљу код цркве светог Јована (шп. Iglesia de San Juan).
Пошто Бермудо није имао наследнике, његова сестра Санча, Фернандова супруга, наследила је трон. Упркос томе, прошло је доста времена док поданици Леона нису прихватили нове владаре. Месецима је гроф Фернандо Флаинес (шп. Fernando Flaínez) (ујак Родрига Дијаза де Вивара (шп. Rodrigo Díaz de Vivar) и деда Химене Дијас (шп. Химена Дијаз)) одбијао да преда град ономе кога је сматрао отимачем, чак и убицом. Према Леонској хроници, Фернандо је, у град, стигао из Сагуна (шп. Sahagún) (са крајева Галиције). На послетку, пошто је осигурао своју позицију на краљевском суду, Фернандо и његова супруга су мирно ушли у Леон.
Иста хроника тврди да првих 16 година своје владавине није могао да се бори са Муслиманима, јер је више пажње посветио томе да покори племство. 
 Пошто је током 16 година владавине био заузет решавањем сукоба унутар државе и гашењем побуна неких од магната (много богати и моћни људи, поготово у сфери послова, тада, наравно, под окриљем државе), није успео да сачува границе ни од једног напада непријатеља.
Усвојио је низ закона (шп. Fuero de León), које је издао његов таст, Алфонсо V, наставио је да одржава визиготско право као основу правосуђа краљевине Леона, и приклонио се начину управљања и обичајима свог новог краљевства, вероватно јер је запао под утицај своје супруге краљице Санче.

### Рат са Наваром
Након 16 година владавине, Фернандо је морао да се суочи у рату са старијим братом, Гарсијом III од Памплоне (шп. García III de Pamplona). Браћа су се годинама спорила око територија које је њихов отац био одвојио од Кастиље и припојио краљевству Памплоне: Буреба (шп. La Brueba), Стара Кастиља (шп. Castilla la Vieja), Трасмијера (шп. Trasmiera), Енкартасионес (шп. Encartaciones) и Планине Оке (шп. Montes de Oca), изазивајући тиме сталне нападе. Извори, наравно пристрасни, сву кривицу за конфликте приписују искључиво Памплонцима: када је Гарсија био болестан у Нахери (шп. Nájera), краљ Фернандо је отишао да га посети, а пошто је сумњао у брата, избегао је да га ухапсе и склонио се на сигурно. Недуго после тога, Фернандо се разболео, а његов старији брат је отишао да га посети, правећи се невин на оптужбе, и да покаже како му је на располагању, али у ствари са великом жељом да види брата мртвог и узме трон. Фернандо је искористио прилику и затворио га у замак Сеа (шп. Cea), одакле је овај побегао захваљујући сналажљивости и помоћи неколико саучесника.
Гарсија се потом припремио за рат и, удржен са Маварима (шп. los Moros), напао је поседе Кастиље, одбијајући изасланике свог брата који су му предлагали мир, "предлажући му да сваки од њих треба да живи у миру унутар свог краљевства и да обојица одустану од решавања проблема силом јер су браћа и сваки од њих заслужује да умре у миру у својој кући". Тако да је Фернандо наишао на јаког противника и обе војске су одмериле снаге 1054. године у бици код Атапуерке (шп. batalla de Atapuerca).
Гарсија се улогорио у долини Атапуерке, петнаестак километара источно од Бургоса (шп. Burgos), али су Леонци током ноћи заузели хумку која је била у близини и одатле су напали у зору. Фернандо је дао наређење да се његов брат ухвати жив, јер га је то замолила његова жена Санча (шп. Sancha de León). Међутим, племићи Леона (шп. León), који нису заборавили смрт свог краља Бермуда, убили су Гарсију. Друга верзија приписује убиство групи његових следбеника, који су били приморани да побегну у Кастиљу пред понижењима и пореским захтевима Гарсије.
У сваком случају, Гарсијина војска је побегла у расулу, при чему су многи пали као заробљеници Леона, међу њима и добар део њихових савезника Мавара. Фернандо је дошао до тела свога брата и наредио је да се сахрани у цркви коју је Гарсија основао, Санта Марија од Нахере (шп. Santa María de Nájera). Фернандова победа је пропраћена присвајањем територија, око којих је и избио рат, Кастиљи, утврђујући границу на реци Ебро (шп. Ebro) и намећући подаништву власт свог нећака, Санча Гарсеса IV (шп. Sancho Garsés IV), новог краља Памплоне.

### Брак и деца
Имао је један брак, који је био уговорен са Санчом, ћерком Алфонса V од Леона (шп. Alfonso V de León), и сестром Бермуда III од Леона (шп. Bermudo III de León). Из тог брака су се родили:
- Урака од Заморе (1033—1101), госпођа од Заморе
- Санчо (1038—1072), краљ Кастиље као Санчо I и Леона, као Санчо II (1065—1072)
- Елвира (умрла 1101), госпођа од Тора
- Алфонсо (1040—1109), краљ Леона (1065—1072), Кастиље и Галиције (1072—1109) као Алфонсо VI
- Гарсија (1042—1090), краљ Галиције (1066—1071 и 1072—1073) као Гарсија II

Према Хроници Леона :
 Краљ Фернандо је васпитавао своју децу усађујући им, на првом месту, либералне вредности, које је и он стекао учењем, а онда, синове да науче, када дођу у одређене године, да јашу коње и да стекну шпанске војничке и ловачке способности, а ћерке поштеним женским врлинама. 

### Смрт и сахрана
Фернандо је у Леон стигао на Бадњи дан (шп. día de Nochebuena) 1065. године и одмах је отишао да посети цркву светог Исидора, молећи се боговима да га прате на његовом путовању у загробни живот. Te ноћи је пратио свештенике у хору, певајућу јутарњу службу у мосарапском ритму, а у свануће Божића (шп. el día de Navidad) схватио је да му се живот завршава. Примио је причешће, обе врсте, како налаже обред и онда су га на рукама однели у кревет. Дана 26. децембра у зору, видевши да му се ближи крај, позвао је епископе, игумане и свештенике, наредио је да му обуку краљевски огртач, ставе круну и преместе у цркву. Клекнуо је пред олтаром са моштима светог Исидора и светог Висентеа, молећи и преклињући да оде са овог света у миру : 
 Твоја је моћ, Твоје је краљевство, Господе. Изнад свих краљева си и Теби припадају сва царства, и небеска и земаљска. Самим тим, сада ти предајем ово царство које сам од Тебе добио и њиме владао онолико колико је то твоја воља дозволила. Молим Те да моју душу, која у вртлогу излази из овог света, прихватиш у миру. — Хроника Леона
После је скинуо огртач и круну, легао на под и прошао кроз церемонију јавног покајања, носећи веома грубу тканину од лана и конопље (шп. sayal), док су му посипали пепео на главу. У подне следећег дана, 27. децембра 1065, на дан светог Јована Евангелисте (шп. Juan el Evangelista), краљ је преминуо, окружен епископима, након 17 година, 6 месеци и 12 дана владавине, у 55 години живота, коју је мало њих доживело и које је критичар описао као  дубоку старост и мноштво дана.
Сахрањен је на гробљу краљева код базилике светог Исидора (шп. Panteón de reyes de San Isidoro de León) у Леону, које је он сам саградио, наводно поред гроба свог оца, Санча Великог (шп. Sancho Garcés III de Pamplona). На врху његовог гроба направљен је латински епиграф:
 H. E. TUMULATUS FERNANDUS MAGNUS REX TOTIUS HISPANIAE. FILIUS SANCTII REGIS PIRENAEORUM ET TOLOSAE. ISTA TRANSTULIT CORPORA. SANCTORUM IN LEGIONE BEATI ISIDORI ARCHIEPISCOPI AB HISPALI VICENTIIMARTYRIS AB ABELA. ET FECIT ECCLESIAM HANC LAPIDEAM. QUAE OLIM FUERAT LUTEA, HIC PRAELIANDO FECIT SIBI TRIBUTARIOS OMNES SARRACENOS HISPANIAE ET CEPIT COLIMBRIAM, LAMEGO, VESEO, ET ALIAS. ISTE VI CEPIT REGNA GARSIAE ET VEREMUDI. OBIIT VI K. JANUARII. ERA MCIII.
Што би у преводу значило:
 Овде је сахрањен Фернандо Велики, краљ целе Шпаније, син Санча, краља Пиринеја и Толоса. Онај који је преместио света тела надбискупа светог Исидора, из Севиље, и мученика Висентеа, из Авиле, и саградио ову цркву од камена, која је пре била од глине. Наметнуо је своје порезе оружјем, свим Сараценима у целој Шпанији. Припојио је Коимбру, Ламего, Висео и друге градове. На силу је завладао краљевствима Гарсије и Бермуда. Преминуо је 27. децембра 1103. године (по шпанској ери).
Након његове смрти, уместо да поштује визиготско и леонско право, која су спречавала поделу територије као имовине између наследника, приклонио се наварским законима по којима се краљевство сматрало очевином. Према томе, на сличан начин као што је то урадио његов отац са њим и његовом браћом и полубраћом, у тестаменту је своје краљевство поделио деци : прворођеном, Санчу, припала је очевина његовог оца — Кастиљска грофовија. Алфонсу, омиљеном сину, припало је краљевство Леон, титула владара, као и права на муслиманско краљевство у Толеду. Гарсија је наследио краљевство Галицију и права на муслиманска краљевства Севиљу и Бадахос. Урака и Елвира су наследиле градове Самору и Торо, као и краљевску титулу и одговарајуће ренте.
У њихово господство су ушли сви манастири краљевства.
Одлука Фернанда I да подели своје краљевство синовима, поново се показала лошом. Као што је, његов отац тим поступком прузроковао рат између њега и његовог брата, тако је и он то урадио међу својим синовима. Предавши Толедо Леону, и везујући Бадахос и Севиљу за Галицију, Фернандо је, у ствари, намеравао да затвори напредовање Кастиље према југу, па је тако Санчо II, очевом одлуком изгубио могућност да напредује према Сарагоси. Због тога је Санчо II био приморан да нападне Навару 1067. године, како би од ње одвојио део кастиљанске територије, а нешто касније је заузео и Галицију, и из Леона потиснуо Алфонса, који је зато напао Толедо. Настрадао је у опсади Заморе. Тек после његове погибије Алфонсо је успео да поново окупи територије које су некад припадале њиховом оцу. 

## Политичка ангажовања

### Реорганизација краљевства
Када је ставио под своју власт леонске грофове и осигурао границе, Фернандо је почео да се бави структурама и институцијама свога краљевства, пошто је владао мир. Имао је важну улогу у острвској политици и стварању политичке мапе XI века. Слично томе, у законодавној политици, његова улога је била веома битна јер је реформисао неке чланове леонског краљевског суда и вратио на снагу визиготско канонско право кроз неколико норми које су одређене путем Савета Којансе (шп. Concilio de Coyanza) (1050. или 1055), којим је председавао сам монарх.
Током његове владавине су се у Леонску монархију осетиле нове европске струје, које су на Иберијско полуоствро (шп. Península Ibérica) стигле преко Наваре (шп. Navarra). Међу њима су се истакле веза са Клинијевцима и једним од првих уметничких манифестација нове романске уметности на Иберијском полуострву : гробница свети Антолин (шп. Cripta de San Antolín) у катедрали у Паленсији (шп. Catedral de San Antolín de Palencia) и краљевски трем на храму светог Исидора од Леона (шп. Basílica de San Isidoro de León) (1063), који је касније претворен у краљевски пантеон.

### Спољна политика
Од тог момента, акценат је био на експанзивној леонској политици, поготово у јужним областима где су владали Муслимани, који су били доста ослабљени због поделе Ал Андалуса (шп. Al-Ándalus), до које је дошло због пада Кордопског калифата (шп. Califato de Córdoba) и раста бројних таифа (шп. La Taifa). Тада се поново, и овај пут сигурно, покренула реконкиста (шп. La Reconquista) .
Један од главних резултата Фернандове политике је било потчињавање неколико краљевина таифа и наметање пореза за заштиту и ненападање (шп. Las Parias) најбогатијим таифама као што су Толедо (шп. Toledo), Севиља (шп. Sevilla), Сарагоса (шп. Zaragoza) и Бадахос (шп. Badajoz). Истовремено су се дешавали напади и освајања. Истичу се освајања португалских градова Ламега (1057) и Висеа (1058) и коначно заузимање светог Естебана од Гормаса (шп. San Esteban de Gormaz), Берленга од Дуера (шп. Berlanga de Duero) и осталих замкова и градова на реци Бордекорекс (шп. río Bordecorex o Torete), на територији реке Дуера (шп. Duero) (1060). Као и привремена освајања Толеда (1062) и Сарагосе (1063) и коначно освајање стратешки значајне Коимбре (1064) на реци Мондего (шп. río Mondego), које је ставио под власт мосарапског грофа Сиснанда Давидиса (шп. Sisnando Davídiz).
Поступајући према договору, Фернандо му је послао свог сина, инфанта (шп. infante) Санча(шп. Sancho II de Castilla), уз помоћ ел Муктадира (шп. Al-Muqtadir), краља таифе Сарагосе (шп. Taifa de Zaragoza), када је град Граус (шп. Graus) напао Рамиро I од Арагона (шп. Ramiro I de Aragón) (1063), Фернандов полубрат, који је поражен и убијен. Након тога, Фернандо је предводио осветничку експедицију на долину Ебра (шп. Ebro) (1064) како би казнио оне који су били криви за погибију Хришћана (шп. los cristianos) у Сарагоси и захтевао од ел Муктадира подаништво и плаћање пореза, који нису били исплаћени. Пратећи пут освете, наставио је експедицију ка Валенсији (шп. Valencia), где је њихов краљ Абд ел Малик бен Абд ел Асис ел Мусафар Нисам ел Давла, како би спречио освајање града, изазвао битку на Патерни (шп. Batalla de Paterna), где је поражен. Убрзо након тога, Фернандо се вратио у Леон јер се осећао лоше.

## Распеће краља Фернанда и краљице Санче
Распеће краља Фернанда и краљице Санче (шп. Crucifijo de don Fernando y doña Sancha) је једно маестрално уметничко дело од слоноваче (шп. еboraria), које датира из 1063. године и које се чува у Народном археолошком музеју (шп. Museo Arqueológico Nacional) у Мадриду (шп. Museo Arqueológico Nacional).
То је био дар краљу Фернанду (1010—1065) и његовој жени краљици Санчи од Леона (1013—1067) који је чинио део мираза, а поклоњен је катедрали светог Исидора. Верује се да је то прво дело шпанског средњег века које је повезано са сликом Христа (шп. Jesús Cristo), пошто је до тада био обичај да крстови, који су били од племенитих материјала, као што су злато (шп. oro), слоновача (шп. márfil) или једноставно дрво (шп. madera), буду израђени без представљених личности.

### Изглед
Мере крста су: 52 центиметара висине, 34,5 дужине, 7 дебљине и 1 ширине.
Мера Христа је: 305 милиметара висине.
Приказ Христа је изграђен од слоноваче, и представља живог Христа, са главом која је накривљена у десну страну, овалног лица на којем се истичу велике, отворене очи са зеницама које представља камен од гагата (шп. аzabache) и са брадом, брковима и таласастом косом; на телу су откривени грудни део тела и ноге које су постављене вертикално, са стопалима опруженим и прободеним са по једним клином у сваком; нема прстију на десној руци. Кратка тканина око кукова (шп. paño de pureza) му досеже до колена, завезана је око стука дугачким конопцем. Крст на којем је разапет је латински, који по себи целом има декорацију ликова које симболизују блажене који запаљују небо и друге особе које гасе пакао. Има и приказа који су мешавине животиња и биљака. Изнад Христове главе је урезан натпис:
```
                                                       IHCHAZA REHUSREX IVDEORV.
```

И изнад, такође исклесан на крсту, представљен је Христос који васкрсава носећи крст.
На унутрашњем делу највећег крака крста, испод ногу разапетог Христа, може да се види фигура Адама (шп. Adán) и натпис:
```
                                                      FREDINANDUSREX SANCIAREGINA.
```

Полеђина крста је потпуно израђена у украсима биљака, а у центру је Агнец (шп. Agnus Dei), док се у сва четири краја крста налазе симболи четворице евангелиста.

## Породично стабло
|  |                                                  |  |  |  |  |  |  |  |  |  |  |  |  |  |  |  |
|  | 16. Гарсија Санчез I од Памплоне                 |  |  |  |  |  |  |  |  |  |  |  |  |  |  |  |
|  |                                                  |  |  |  |  |  |  |  |  |  |  |  |  |  |  |  |
|  |                                                  |  |  |  |  |  |  |  |  |  |  |  |  |  |  |  |
|  | 8. Санчо Гарсес II                               |  |  |  |  |  |  |  |  |  |  |  |  |  |  |  |
|  |                                                  |  |  |  |  |  |  |  |  |  |  |  |  |  |  |  |
|  |                                                  |  |  |  |  |  |  |  |  |  |  |  |  |  |  |  |
|  | 17. Андрегота Галиндез                           |  |  |  |  |  |  |  |  |  |  |  |  |  |  |  |
|  |                                                  |  |  |  |  |  |  |  |  |  |  |  |  |  |  |  |
|  |                                                  |  |  |  |  |  |  |  |  |  |  |  |  |  |  |  |
|  | 4. Гарсија Санчез II од Памплоне                 |  |  |  |  |  |  |  |  |  |  |  |  |  |  |  |
|  |                                                  |  |  |  |  |  |  |  |  |  |  |  |  |  |  |  |
|  |                                                  |  |  |  |  |  |  |  |  |  |  |  |  |  |  |  |
|  | 18. Fernán González, Count of Castile (=#24, 30) |  |  |  |  |  |  |  |  |  |  |  |  |  |  |  |
|  |                                                  |  |  |  |  |  |  |  |  |  |  |  |  |  |  |  |
|  |                                                  |  |  |  |  |  |  |  |  |  |  |  |  |  |  |  |
|  | 9. Urraca Fernández                              |  |  |  |  |  |  |  |  |  |  |  |  |  |  |  |
|  |                                                  |  |  |  |  |  |  |  |  |  |  |  |  |  |  |  |
|  |                                                  |  |  |  |  |  |  |  |  |  |  |  |  |  |  |  |
|  | 19. Sancha Sánchez of Pamplona (=#25, 31)        |  |  |  |  |  |  |  |  |  |  |  |  |  |  |  |
|  |                                                  |  |  |  |  |  |  |  |  |  |  |  |  |  |  |  |
|  |                                                  |  |  |  |  |  |  |  |  |  |  |  |  |  |  |  |
|  | 2. Санчо III од Наваре                           |  |  |  |  |  |  |  |  |  |  |  |  |  |  |  |
|  |                                                  |  |  |  |  |  |  |  |  |  |  |  |  |  |  |  |
|  |                                                  |  |  |  |  |  |  |  |  |  |  |  |  |  |  |  |
|  | 20. Bermudo Núñez, Count of Cea                  |  |  |  |  |  |  |  |  |  |  |  |  |  |  |  |
|  |                                                  |  |  |  |  |  |  |  |  |  |  |  |  |  |  |  |
|  |                                                  |  |  |  |  |  |  |  |  |  |  |  |  |  |  |  |
|  | 10. Fernando Bermúdez de Cea                     |  |  |  |  |  |  |  |  |  |  |  |  |  |  |  |
|  |                                                  |  |  |  |  |  |  |  |  |  |  |  |  |  |  |  |
|  |                                                  |  |  |  |  |  |  |  |  |  |  |  |  |  |  |  |
|  | 21. Argilo                                       |  |  |  |  |  |  |  |  |  |  |  |  |  |  |  |
|  |                                                  |  |  |  |  |  |  |  |  |  |  |  |  |  |  |  |
|  |                                                  |  |  |  |  |  |  |  |  |  |  |  |  |  |  |  |
|  | 5. Химена Фернандез                              |  |  |  |  |  |  |  |  |  |  |  |  |  |  |  |
|  |                                                  |  |  |  |  |  |  |  |  |  |  |  |  |  |  |  |
|  |                                                  |  |  |  |  |  |  |  |  |  |  |  |  |  |  |  |
|  | 22. Diego Muñoz, Count of Saldaña (=#28)         |  |  |  |  |  |  |  |  |  |  |  |  |  |  |  |
|  |                                                  |  |  |  |  |  |  |  |  |  |  |  |  |  |  |  |
|  |                                                  |  |  |  |  |  |  |  |  |  |  |  |  |  |  |  |
|  | 11. Elvira Díaz                                  |  |  |  |  |  |  |  |  |  |  |  |  |  |  |  |
|  |                                                  |  |  |  |  |  |  |  |  |  |  |  |  |  |  |  |
|  |                                                  |  |  |  |  |  |  |  |  |  |  |  |  |  |  |  |
|  | 23. Tegridia (=#29)                              |  |  |  |  |  |  |  |  |  |  |  |  |  |  |  |
|  |                                                  |  |  |  |  |  |  |  |  |  |  |  |  |  |  |  |
|  |                                                  |  |  |  |  |  |  |  |  |  |  |  |  |  |  |  |
|  | 1. Фернандо I од Леона                           |  |  |  |  |  |  |  |  |  |  |  |  |  |  |  |
|  |                                                  |  |  |  |  |  |  |  |  |  |  |  |  |  |  |  |
|  |                                                  |  |  |  |  |  |  |  |  |  |  |  |  |  |  |  |
|  | 24. Fernán González, Count of Castile (=#18, 30) |  |  |  |  |  |  |  |  |  |  |  |  |  |  |  |
|  |                                                  |  |  |  |  |  |  |  |  |  |  |  |  |  |  |  |
|  |                                                  |  |  |  |  |  |  |  |  |  |  |  |  |  |  |  |
|  | 12. García Fernández, Count of Castile           |  |  |  |  |  |  |  |  |  |  |  |  |  |  |  |
|  |                                                  |  |  |  |  |  |  |  |  |  |  |  |  |  |  |  |
|  |                                                  |  |  |  |  |  |  |  |  |  |  |  |  |  |  |  |
|  | 25. Sancha Sánchez of Pamplona (=#19, 31)        |  |  |  |  |  |  |  |  |  |  |  |  |  |  |  |
|  |                                                  |  |  |  |  |  |  |  |  |  |  |  |  |  |  |  |
|  |                                                  |  |  |  |  |  |  |  |  |  |  |  |  |  |  |  |
|  | 6. Санчо Гарсија од Кастиље                      |  |  |  |  |  |  |  |  |  |  |  |  |  |  |  |
|  |                                                  |  |  |  |  |  |  |  |  |  |  |  |  |  |  |  |
|  |                                                  |  |  |  |  |  |  |  |  |  |  |  |  |  |  |  |
|  | 26. Raymond II, Count of Ribagorza               |  |  |  |  |  |  |  |  |  |  |  |  |  |  |  |
|  |                                                  |  |  |  |  |  |  |  |  |  |  |  |  |  |  |  |
|  |                                                  |  |  |  |  |  |  |  |  |  |  |  |  |  |  |  |
|  | 13. Aba of Ribagorza                             |  |  |  |  |  |  |  |  |  |  |  |  |  |  |  |
|  |                                                  |  |  |  |  |  |  |  |  |  |  |  |  |  |  |  |
|  |                                                  |  |  |  |  |  |  |  |  |  |  |  |  |  |  |  |
|  | 27. Gersende de Fezensac                         |  |  |  |  |  |  |  |  |  |  |  |  |  |  |  |
|  |                                                  |  |  |  |  |  |  |  |  |  |  |  |  |  |  |  |
|  |                                                  |  |  |  |  |  |  |  |  |  |  |  |  |  |  |  |
|  | 3. Мунијадона од Кастиље                         |  |  |  |  |  |  |  |  |  |  |  |  |  |  |  |
|  |                                                  |  |  |  |  |  |  |  |  |  |  |  |  |  |  |  |
|  |                                                  |  |  |  |  |  |  |  |  |  |  |  |  |  |  |  |
|  | 28. Diego Muñoz, Count of Saldaña (=#22)         |  |  |  |  |  |  |  |  |  |  |  |  |  |  |  |
|  |                                                  |  |  |  |  |  |  |  |  |  |  |  |  |  |  |  |
|  |                                                  |  |  |  |  |  |  |  |  |  |  |  |  |  |  |  |
|  | 14. Gómez Díaz, Count of Saldaña                 |  |  |  |  |  |  |  |  |  |  |  |  |  |  |  |
|  |                                                  |  |  |  |  |  |  |  |  |  |  |  |  |  |  |  |
|  |                                                  |  |  |  |  |  |  |  |  |  |  |  |  |  |  |  |
|  | 29. Tegridia (=#23)                              |  |  |  |  |  |  |  |  |  |  |  |  |  |  |  |
|  |                                                  |  |  |  |  |  |  |  |  |  |  |  |  |  |  |  |
|  |                                                  |  |  |  |  |  |  |  |  |  |  |  |  |  |  |  |
|  | 7. Urraca Gómez                                  |  |  |  |  |  |  |  |  |  |  |  |  |  |  |  |
|  |                                                  |  |  |  |  |  |  |  |  |  |  |  |  |  |  |  |
|  |                                                  |  |  |  |  |  |  |  |  |  |  |  |  |  |  |  |
|  | 30. Fernán González, Count of Castile (=#18, 24) |  |  |  |  |  |  |  |  |  |  |  |  |  |  |  |
|  |                                                  |  |  |  |  |  |  |  |  |  |  |  |  |  |  |  |
|  |                                                  |  |  |  |  |  |  |  |  |  |  |  |  |  |  |  |
|  | 15. Muniadona Fernández of Castile               |  |  |  |  |  |  |  |  |  |  |  |  |  |  |  |
|  |                                                  |  |  |  |  |  |  |  |  |  |  |  |  |  |  |  |
|  |                                                  |  |  |  |  |  |  |  |  |  |  |  |  |  |  |  |
|  | 31. Sancha Sánchez of Pamplona (=#19, 25)        |  |  |  |  |  |  |  |  |  |  |  |  |  |  |  |
|  |                                                  |  |  |  |  |  |  |  |  |  |  |  |  |  |  |  |
|  |                                                  |  |  |  |  |  |  |  |  |  |  |  |  |  |  |  |